# Detlef Schrempf
Detlef Schrempf, född 21 januari 1963 i Leverkusen i Västtyskland, är en före detta basketspelare. Detlef Schrempf anses vara en av Tysklands bästa basketspelare genom tiderna.
Detlef Schrempf valdes två gånger till NBA:s best sixth man och spelade tre All Star-matcher.

## Klubbar
- -1980 Bayer Leverkusen
- 1980-81 High school
- 1981-85 University of Washington
- 1985-89 Dallas Mavericks
- 1989-93 Indiana Pacers
- 1993-99 Seattle SuperSonics
- 1999-01 Portland Trail Blazers